# 孫觀 (東漢)
孫觀（2世纪—210年代），字仲臺，泰山人，東漢末年泰山寇之一，後來投降曹操軍隊。《三國志》裡並無其傳，其事主要見於魚豢《魏略》。《魏略》載孫觀別名「嬰子」。

## 生平
據《魏書》記載，孫觀早年已與臧霸結伴，跟從陶謙討伐黃巾，因功官拜騎都尉。後來孫觀與臧霸、吳敦、尹禮、昌豨及兄長孫康等結連屯軍。在當地聲勢十分浩大。當呂布與曹操交戰時，孫觀隨著臧霸支援呂布；後來呂布被曹操所滅，臧霸歸降曹操，再招降孫觀等眾，孫觀亦投降，成為曹操部下。
從曹操以來，孫觀被任命與臧霸一起四出征伐，每次與臧霸一起出戰時，孫觀總是一馬當先，衝鋒陷陣。平定青州、徐州一帶的賊寇後，計其功僅次於臧霸，獲封為呂都亭侯（屬兗州濟陰郡），其兄孫康亦討賊有功，獲封列侯。後來孫觀隨眾引軍與曹操會師南皮，其家人得以入住鄴都，孫觀獲拜為偏將軍，遷任青州刺史。不久，孫觀隨軍於東邊戰線攻討孫權，在濡須口一帶被流矢射中，左腳受傷，但仍堅持奮戰。曹操事後慰勞他說：「將軍受到如此重創，卻表現得更為勇猛，你不是應該為了國家而更加珍惜愛惜自己的身體嗎？」於是轉封孫觀為振威將軍，不久後孫觀因該戰中所受傷而死去。

## 子
- 孫毓，襲爵，官至青州刺史。

## 延伸阅读
[在维基数据编辑]
 《三國志·卷18》，出自陳壽《三國志》